# کارل لوند
کارل لوند (فنلاندی: Karl Lund; ۳۱ ژوئیهٔ ۱۸۸۸ – ۱۱ دسامبر ۱۹۴۲) ژیمناست هنری اهل فنلاند بود.